# بوبي برادلي
بوبي برادلي (بالإنجليزية: Bobby Bradley)‏ هو لاعب كرة قاعدة أمريكي، ولد في 15 ديسمبر 1980 في ويست بالم بيتش في الولايات المتحدة.

## وصلات خارجية
- بوبي برادلي على موقع دوري كرة القاعدة الرئيسي (الإنجليزية)
- بوبي برادلي على موقعبيزبول رفرنس.كوم (الدوري الثانوي) (الإنجليزية)